# Arizzano
Arizzano (Riscian in lombardo e in piemontese) è un comune italiano di 1 953 abitanti della provincia del Verbano-Cusio-Ossola in Piemonte. È il più piccolo comune della provincia e, quindi, tra quelli situati sulle colline della sponda piemontese del Lago Maggiore; a livello regionale risulta essere il terzo comune meno esteso (dopo Miagliano e Pecco), mentre a livello nazionale risulta essere il 15º territorio comunale meno esteso. A livello di densità, date le dimensioni e il numero di abitanti, il comune si attesta come quello maggiormente denso della provincia.

## Storia
Il nome potrebbe essere un prediale in -anus derivato dal nome di persona romano Aretius o Arretius
Il primo documento in cui si ha menzione del comune, con il nome di Ariciano, risale al XII secolo; è un atto di donazione di terreni alla Basilica di San Vittore di Intra, a dimostrazione di quel legame politico-religioso che univa Arizzano, come tutti i centri dell'entroterra, alla chiesa cattolica e a Intra, ora facente parte di Verbania. Con la divisione territoriale viscontea, del 1393, il paese venne assegnato alla degagna di San Martino, sottoposta a sua volta al podestà di Intra.
Nel 1447 Filippo Maria Visconti modificò quest'ordine con la cessione feudale della degagna alla famiglia Moriggia di Frino, che mantenne il possedimento fino al 1783. In quell'anno morendo il loro ultimo rappresentante, il Gianbattista, l'intero feudo passò nelle mani della famiglia Borromeo fino alla caduta in età napoleonica del sistema feudale italiano.
Sotto il dominio dei Moriggia di Frino crebbe notevolmente l'importanza del feudo di Arizzano, tanto che nel 1723 gli abitanti delle località adiacenti di Biganzolo, Antoliva, Oro, e Selasca, attualmente inglobate nel comune di Verbania, ottennero di essere unite alla comunità arizzanese.
Nel giugno 1911 le quattro frazioni annesse nel 1723 furono nuovamente separate divenendo comune autonomo con il nome di Arizzano Inferiore, in seguito aggregato nuovamente a Verbania.
Nel 1928 avviene un'altra modifica amministrativa: sorse il nuovo comune di Arizzano che comprendeva, oltre al nucleo originale, anche i comuni preesistenti di Bee e Vignone. Il nuovo ente sopravvisse fino al 1948 quando i due comuni annessi si riappropriarono della loro autonomia.

### Simboli
Lo stemma e il gonfalone sono stati concessi con regio decreto del 26 settembre 1930.
Il gonfalone è un drappo di rosso.

## Monumenti e luoghi d'interesse
- Chiesa di San Bernardo, nella stessa Arizzano, è un edificio in stile tardo barocco, risalente ai primi del Settecento, ed è un rifacimento e ampliamento di un più antico oratorio. A testimonianza di questa riedificazione è conservato, all'interno della chiesa, un acquaio in marmo selvatico di Ornavasso datato al 1595.

La caratteristica più importante della struttura è rappresentata però dalle decorazioni 
 musive che ne rivestono le pareti interne ed il pavimento. Si tratta di mosaici di fattura moderna, voluti e realizzati da don Italo De Cesari, parroco di Arizzano dal 1954. Nelle frazioni sorgono altri oratori quello a Cissano dedicato a San Rocco e quello a Cresseglio dedicato a sant'Anna.
- Mosaico monumentale dal titolo Arizzano: complessivamente misura metri 13 × 1,75 (altezza massima), collocato nella piazza del palazzo ex sede comunale. L'opera musiva è stata realizzata da Walter Ferrarini, allievo di don Italo De Cesari, per l'esecuzione sono stati utilizzati: pietre, antichi mattoni, ceramiche, marmi, graniti, smalti veneziani e ori.

Il mosaico è suddiviso in quadri che rappresentano la storia di Arizzano, attraverso immagini reali e simboliche, con lo scopo di diventare uno sprone a conservare ciò che si è salvato e a valorizzare il patrimonio ancora presente.

## Società

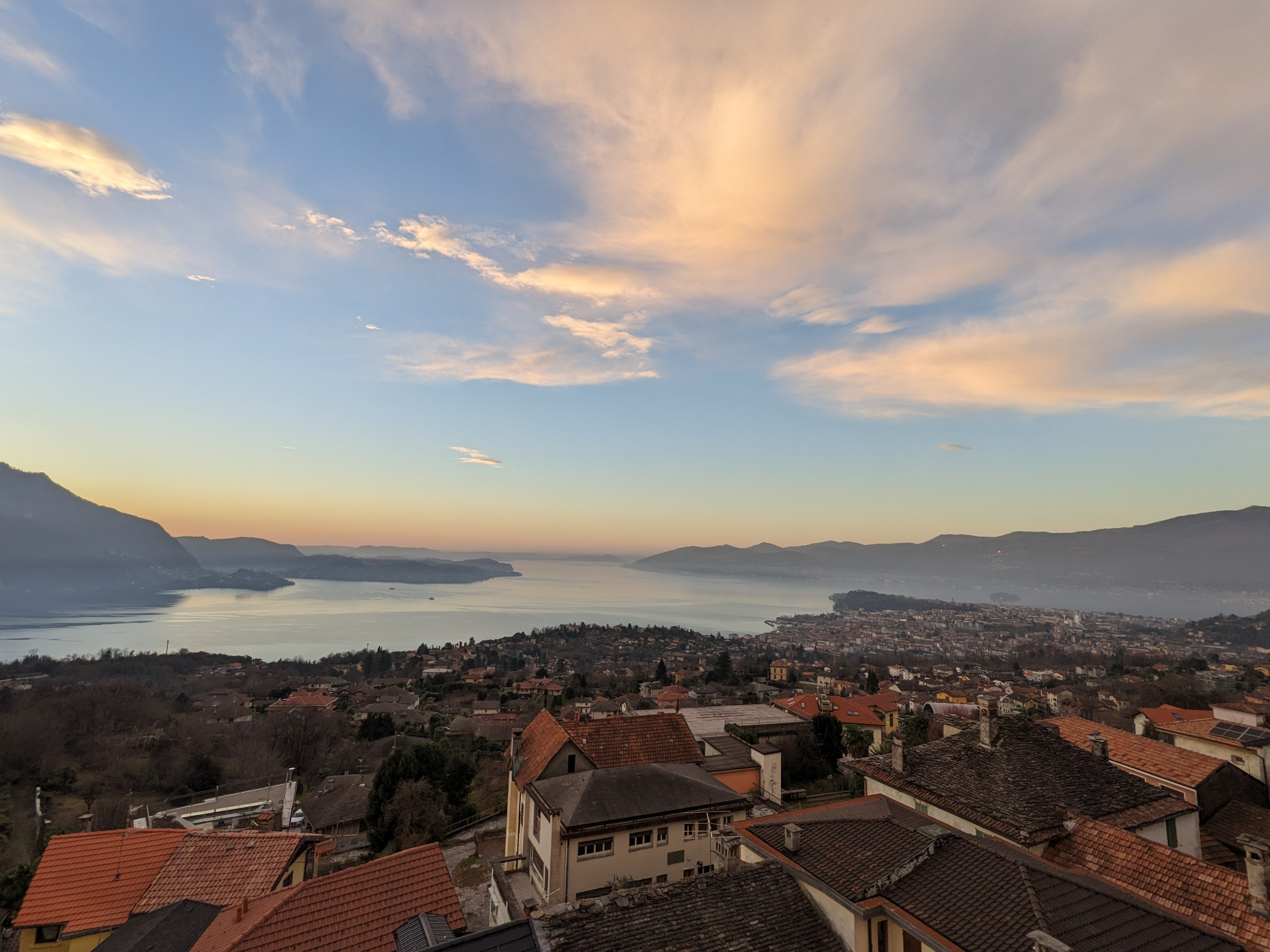
Vista sul Lago Maggiore dal campanile di Arizzano

Abitanti censiti

## Geografia antropica
Oggi il comune di Arizzano è un ricco agglomerato residenziale, strettamente legato dal punto di vista urbano e economicamente a Verbania.
Oltre al capoluogo vi sono due frazioni: Cissano e più in basso Cresseglio. Sul margine orientale del paese scorre il rio Ballona la cui valle vedeva, nel passato, la presenza di moltissimi mulini, elementi portanti dell'antica economia della zona.
Il comune è attraversato dalla via Nuova Intra Premeno.

## Economia
Oltre alla antica presenza di mulini, nella zona era importante l'attività boschiva esercitata dalle genti di Arizzano, ma non solo nel territorio comunale ma sull'intero pendio che sale verso Bée e Premeno. Nel 1400 gli Arizzanesi avevano ottenuto infatti, con apposito decreto, il diritto di stramare e boscagliare anche nei territori dei due vicini comuni, con l'unico obbligo di riconoscere loro, la prima domenica di maggio di ogni anno, 5 kg di pane. Spogliata di ogni motivazione economica, la consegna dei pani è rimasta nelle usanze tradizionali del paese.

## Amministrazione
Di seguito è presentata una tabella relativa alle amministrazioni che si sono succedute in questo comune.
| Periodo        | Periodo        | Primo cittadino  | Partito                                | Carica  | Note  |
| -------------- | -------------- | ---------------- | -------------------------------------- | ------- | ----- |
| 24 aprile 1995 | 14 giugno 1999 | Enrico Calderoni | Centro-destra                          | Sindaco | [ 9 ] |
| 22 giugno 1999 | 14 giugno 2004 | Enrico Calderoni | centro-destra                          | Sindaco | [ 9 ] |
| 14 giugno 2004 | 8 giugno 2009  | Paolo Colpo      | Lista civica                           | Sindaco | [ 9 ] |
| 8 giugno 2009  | 26 maggio 2014 | Enrico Calderoni | Centro-destra                          | Sindaco | [ 9 ] |
| 26 maggio 2014 | 27 maggio 2019 | Enrico Calderoni | Centro-destra Il tiglio                | Sindaco | [ 9 ] |
| 27 maggio 2019 | 10 giugno 2024 | Enrico Calderoni | Centro-destra Il tiglio                | Sindaco | [ 9 ] |
| 10 giugno 2024 | in carica      | Enrico Calderoni | Centro-destra - Il tiglio per l'unione | Sindaco | [ 9 ] |

### Altre informazioni amministrative
Fa parte dell'unione montana dei comuni di Arizzano, Premeno e Vignone e ne è il capoluogo.